# 崇仁华南溪蟹
崇仁华南溪蟹（学名：Huananpotamon chongrenense）为溪蟹科华南溪蟹属的动物。在中国大陆，分布于江西等地，常栖息于海拔800米的山区溪流石块下。